# Amazonas (Colombie)
Pour les articles homonymes, voir Amazonas.
Le département d'Amazonas occupe le sud de la Colombie, jouxte le Pérou au sud-est et le Brésil à l'est, et borde sur 120 km dans sa pointe sud le fleuve Amazone.

## Toponymie
Le département tire son nom du fleuve Amazone (río Amazonas en espagnol).

## Histoire

### Époque précolombienne
Les archéologues et historiens sont aujourd'hui d'accord pour penser que le territoire de l'Amazonas a abrité de riches et complexes cultures avant la période de conquête espagnole.
Des groupes nomades de chasseurs-cueilleurs y évoluaient durant la période 12000-10000 av. J.-C., alors que le climat était plus sec qu'aujourd'hui et que les zones recouvertes de forêt étaient alors des savanes. Durant les millénaires suivants, le climat devint plus humide et la forêt s'étendit. Les chasseurs-cueilleurs dépendirent alors davantage de la pêche et de l'agriculture.
Aux alentours de 3000 av. J.-C., la culture du manioc s'est répandu dans toute la zone. Durant le premier millénaire av. J.-C., la différenciation culturelle entre la région inter-fluviale et la forêt devint palpable.

### Période coloniale
Le premier explorateur européen fut Francisco de Orellana. La colonisation espagnole plaça la région amazonienne sous la juridiction de Popayán.
Par la suite, après l'indépendance, une grande partie du territoire échappa au contrôle colombien, plus centré sur la région andine, au profit du Pérou et du Brésil.

### XIXeetXXesiècles
En 1822, l'Amazonas fait partie du Département d'Azuay (District de Quito), qui durant l'existence de la Grande Colombie comprenait le territoire allant de l'actuel département de Boyacá jusqu'au territoire actuel du nord du Pérou.
En 1858, il est intégré au Territoire National du Caquetá, sous la juridiction de l'État souverain du Cauca. En 1886, ce dernier devient le département du Cauca.
En 1928, est créée le Commissariat de l'Amazonas (Comisaría del Amazonas), qui devient en 1931 l'Intendance de l'Amazonas (Intendencia del Amazonas). Celle-ci redevient  Comisaría Especial del Amazonas en 1943 puis à nouveau Intendencia Nacional del Amazonas en 1951 et enfin Comisaría del Amazonas en 1957.
En 1991, la nouvelle constitution crée l'actuel département d'Amazonas,.

La province de Popayán en 1810.
Le Territoire National du Caquetá en 1855.
L'État souverain de Cauca en 1863.
Le département d'Amazonas depuis 1991.

## Géographie

### Géographie physique

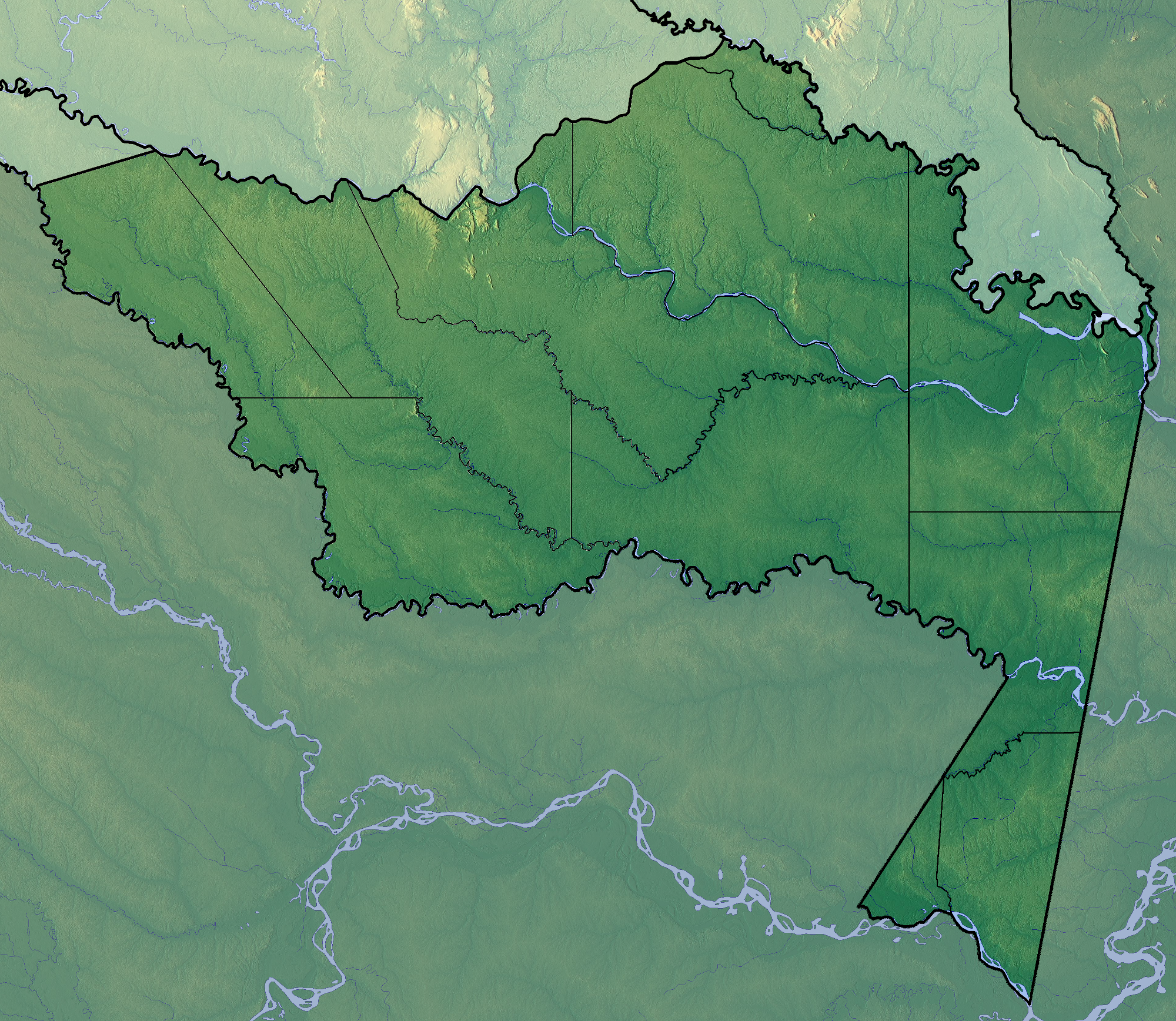
Carte topographique de l'Amazonas.

Le département d'Amazonas est situé dans l'extrême sud de la Colombie. Il est bordé au nord par les départements de Putumayo, Caquetá et Vaupés, à l'est par le Brésil (État d'Amazonas), à l'ouest et au sud par le Pérou (Région de Loreto).
L'essentiel du territoire est recouvert par la forêt tropicale amazonienne. Trois parcs nationaux protègent 18 684 des 109 665 km2 du département (17 %) : le parc national naturel d'Amacayacu, parc national naturel de Cahuinarí et le parc national naturel du Río Puré.
Outre l'Amazone qui borde l'extrême sud du trapèze amazonien, les cours d'eau principaux sont les ríos Putumayo, Igara Paraná, Caquetá, Cahuinari, Miriti Paraná et Apaporís.

### Climat
Le climat de l'Amazonas est un climat tropical. La température varie peu durant l'année, la moyenne étant de 25,4 °C, pouvant osciller entre un maximum de 27,6 °C et un minimum 23,5 °C. La hauteur des précipitations est de l'ordre de 2 660 mm/an dans les environs de Puerto Nariño.

### Division administrative

Divisions administratives de l'Amazonas
1. El Encanto, 2. La Chorrera, 3. La Pedrera, 4. La Victoria, 5. Leticia, 6. Mirití-Paraná, 7. Puerto Alegría, 8. Puerto Arica, 9. Puerto Nariño, 10. Puerto Santander, 11. Tarapacá

Le département d'Amazonas est divisé en onze : deux municipalités (municipios) et neuf corregimientos départementaux (corregimientos departamentales).
| Municipalité ou corregimiento | Superficie (km2) | Population (2005) | Densité (hab./km2) |
| ----------------------------- | ---------------- | ----------------- | ------------------ |
| Leticia                       | 5 968            | 32 450            | 5,44               |
| Puerto Nariño                 | 1 874            | 6 816             | 3,64               |
| El Encanto                    | 12 686           | 138               | 0,01               |
| La Chorrera                   |                  | 2 027             |                    |
| La Pedrera                    |                  | 1 187             |                    |
| La Victoria                   | 880              | 1 443             | 1,64               |
| Mirití-Paraná                 | 1 443            | 13                | 0,01               |
| Puerto Alegría                | 1 443            | 4                 | 0,003              |
| Puerto Arica                  |                  | 1 343             |                    |
| Puerto Santander              |                  | 565               |                    |
| Tarapacá                      | 16 768           | 2 407             | 0,14               |

## Démographie
Ce département est très peu peuplé (46 950 habitants en 2005).
Les deux seules villes, situées sur le fleuve Amazone, sont 
- Leticia (32 450 hab. en 2005[6]), sa capitale, aux confins des trois pays ("Tres fronteras"), desservie par une ligne aérienne régulière avec Bogota ;
- Puerto Nariño (6 816 hab. en 2005[7]), à 80 km en amont, une ville qui a la particularité d'être interdite aux véhicules terrestres à moteur en tant qu'expérience écologique, mais aussi touristique.

Le reste de la population est extrêmement clairsemé dans la forêt équatoriale, essentiellement au bord des cours d'eau, en petites communautés indigènes (Cocamas, Ticunas et Yaguas).
Selon le recensement de 2005, 43,43 % de la population de l'Amazonas se reconnait comme étant « indigène », c'est-à-dire descendant d'ethnies amérindiennes, ce qui classe l'Amazonas à la cinquième place derrière les départements de Vaupés, Guainía, La Guajira et Vichada. 2 % se définissent comme afro-colombiens.

## Économie
L'économie se réduit essentiellement à la pêche et à la récolte de fruits et de manioc, et à des activités d'importation / exportation par le port de Leticia et celui mitoyen brésilien de Tabatinga. Des projets de mise en valeur tant touristique que de l'artisanat indigène sont en cours.

## Transports

### Transports aériens
- Aéroport international Alfredo-Vásquez-Cobo, desservant la municipalité de Leticia.
- Aéroport de La Chorrera, desservant le corregimiento départemental de La Chorrera.
- Aéroport de La Pedrera, desservant le corregimiento départemental de La Pedrera.